# Jefferson Farfán
Jefferson Agustín Farfán Guadalupe (født 26. oktober 1984 i Lima, Peru), er en peruviansk fodboldspiller (angriber/wing). Han spiller for Lokomotiv Moskva i Rusland.

## Klubkarriere
Efter også at have repræsenteret klubben på ungdomsplan, startede Farfán sin seniorkarriere hos Alianza Lima i fødebyen. I 2004 rejsten han til Europa, hvor han de følgende fire sæsoner spillede for hollandske PSV Eindhoven. Han var med til at vinde det hollandske mesterskab i alle sine fire sæsoner i klubben, og holdet nåede desuden semifinalen i Champions League 2006-07. I sommeren 2008 solgte PSV ham til tyske Schalke 04 for en pris på ca. 10 millioner euro.
I de følgende syv år spillede Farfán 170 Bundesliga-kampe for Schalke, hvori han scorede 39 mål. Han var med til at vinde den tyske pokalturnering DFB-Pokalen med klubben i 2011. I sommeren 2015 blev han solgt til Al Jazira i Abu Dhabi. Han fik ophævet sin kontrakt med klubben efter lidt over et år. I januar 2017 skrev han kontrakt med Lokomotiv Moskva i den russiske liga.

## Landshold
Farfán står (pr. maj 2018) noteret for 79 kampe og 24 scoringer for Perus landshold, som han debuterede for 23. februar 2003 i en venskabskamp mod Haiti. Her scorede han det ene mål i peruvianernes sejr på 5-1. Siden har han repræsenteret landet ved flere udgaver af Copa América samt ved VM 2018.